# Аварія (роман Балларда)
«Аварія» (англ. Crash) — роман англійського письменника Джеймса Балларда, вперше опублікований у 1973 році з обкладинкою, розробленою Біллом Боттеном. У ньому розповідається про групу фетишистів автомобільних аварій, які відчувають сексуальне збудження через інсценування та участь у автомобільних аваріях, натхненних відомими аваріями знаменитостей.
Роман був неоднозначно сприйнятий критиками, і багато рецензентів жахалися його провокаційного змісту. Він був адаптований у суперечливий однойменний фільм 1996 року Девіда Кроненберга.

## Конспект
Історія розповідається очима оповідача Джеймса Балларда, названого на честь самого автора, але в її центрі — зловісна постать доктора Роберта Вогана, колишнього телевізійного вченого, який став «кошмарним ангелом доріг». Джеймс зустрічає Вогана після того, як отримав травму в автокатастрофі біля лондонського аеропорту. Навколо Вона збирається група відчужених людей, усі вони колишні жертви ДТП, які слідують за ним у його прагненні відтворити аварії голлівудських знаменитостей, таких як Джейн Менсфілд і Джеймс Дін, щоб пережити те, що оповідач називає «новою сексуальністю, що народжена збоченою технологією». Найбільша фантазія Вогана — загинути в лобовому зіткненні з кінозіркою Елізабет Тейлор.

## Критика
Коли роман був опублікований, він отримав розділені відгуки. Один із читачів видавництва повернув вердикт «Цьому автору психіатрична допомога не підлягає. Не публікувати!» Рецензія 1973 року в The New York Times була настільки ж жахливою: «„Аварія“ — це, безперечно, найогидніша книга, яку я ще зустрічав».
Однак ретроспективна думка тепер вважає «Аварію» однією з найкращих і найскладніших робіт Балларда. Переоцінюючи «Аварію» у The Guardian, Зеді Сміт написала: «„Аварія“ — це екзистенціальна книга про те, як усі використовують усе. Як усе використовує всіх. І все ж це не безнадійне бачення». Про спадщину Балларда вона пише: «У творах Балларда завжди присутня ця суміш футуристичного страху та захоплення, золота середина, де сходяться антиутопія та утопія. Адже ми не можемо сказати, що не отримали саме те, про що мріяли, чого завжди так сильно прагнули».
Документи Джеймса Балларда в Британській бібліотеці включають дві переглянуті чернетки «Аварії» (додати MS 88938/3/8). Відскановані уривки з чернеток Балларда включено до «Аварія: Колекційне видання», вид. Кріс Беккет.

## Інтерпретація
У "Аварії" я використовував автомобіль не лише як сексуальний образ, а й як тотальну метафору життя людини в сучасному суспільстві. Таким чином, роман відіграє політичну роль, цілком відмінну від його сексуального змісту, але мені все ж таки хотілося б думати, що "Аварія" є першим порнографічним романом, заснованим на технологіях. У певному сенсі, порнографія є найбільш політичною формою художньої літератури, яка має справу з тим, як ми використовуємо та експлуатуємо одне одного у найбільш нагальний та безжалісний спосіб. Зрозуміло, що головна роль "Аварії" - застереження, попередження проти жорстокого, еротичного та яскраво освітленого світу, який дедалі переконливіше вабить нас з маргінесу технологічного ландшафту.— Crash
«Аварію» важко охарактеризувати як роман. У деякі моменти своєї кар'єри Баллард стверджував, що «Аварія» була «пересторогою», точкою зору, про яку він пізніше пошкодував, стверджуючи, що це насправді «психопатичний гімн. Але це психопатичний гімн, який має сенс». Подібним чином Баллард раніше характеризував його як науково-фантастичний роман, і пізніше він повернувся до цієї позиції.
Жан Бодріяр написав аналіз «Аварії» в «Симулякрах і Симуляції», де він оголосив її «першим великим романом у всесвіті симуляції». Він звернув увагу на те, як фетиш в історії поєднує функціональність автомобілів із людським тілом і як травми персонажів і пошкодження транспортних засобів використовуються як еквівалентні знаки. На його думку, гіперфункціональність призводить до дисфункції історії. Цитати широко використовувалися, щоб проілюструвати, що мова роману використовує прості, механічні терміни для частин автомобіля та власне медичну мову для людських статевих органів і дій. Історія інтерпретується як демонстрація злиття між технологіями, сексуальністю та смертю, і він також стверджував, що, вказуючи на те, що персонаж Вогана робить і зберігає фотографії автокатастроф і понівечених тіл. Бодрійяр заявив, що в романі немає морального судження про події, але сам Баллард задумав це як застереження проти культурної тенденції.
Твір можна віднести до антиутопічних.

## Згадки в популярному мистецтві

### Музика
Пісня The Normal 1978 року «Warm Leatherette» була натхненна романом, як і «Miss the Girl», сингл The Creatures 1983 року. Пісня The Manic Street Preachers «Mausoleum» із «The Holy Bible» 1994 року містить відому цитату Балларда про причини написання книги: «Я хотів втерти людське обличчя у його власну блювотину. Я хотів змусити його дивитися в дзеркало». Альбом Джона Фокса Metamatic містить пісні, які мають баллардіанські теми, такі як «No-one Driving».

### Інші екранізації
Очевидно несанкціонована адаптація «Аварії» під назвою «Кошмарний ангел» була знята в 1986 році Сьюзен Емерлінг і Зої Белофф. Цей короткометражний фільм має тезу: «Натхненний Дж. Г. Баллардом».